# 华贵杓蛤
华贵杓蛤（学名：Cuspidaria nobilis），中国大陆称作華貴杓蛤，台湾称作高貴杓蛤，是笋螂目杓蛤科杓蛤属的一种。主要分布于中国大陆、台湾，常栖息在浅海沙底。